# Jacques François de Chastenet de Puységur
Jacques François de Chastenet, markýz de Puységur (francouzsky Jacques François de Chastenet, chevalier et marquis de Puységur, comte de Chessy, vicomte de Buzancy, seigneur de Bernoville et Cessereux) (13. srpna 1656 Paříž – 15. srpna 1743 Paříž) byl francouzský šlechtic, generál, diplomat a vojenský teoretik. V armádě sloužil od mládí, uplatnil se v dynastických válkách Ludvíka XIV. a získal královu důvěru. Prosadil se především jako štábní důstojník, zajišťoval zásobování v týlu armády a průchodnost komunikací. Proslul také svými plány na dobytí pevností v Belgii za války o španělské dědictví. Jako člen vojenské rady byl později vlivnou osobností regentské vlády v době nezletilosti Ludvíka XV. V armádě dosáhl v roce 1734 nejvyšší hodnosti maršála Francie. Jeho písemná pozůstalost byla vydána tiskem v roce 1748 pod názvem Art de la guerre (Umění války) 

## Životopis

Erb rodu Chastenet de Puységur

Pocházel ze starého šlechtického rodu, jehož členové se tradičně uplatňovali v armádě, byl synem generála Jacquese Chasteneta de Puységur (1600–1682) a jeho druhé manželky Marguerite du Bois de Liège. Od mládí sloužil v armádě a v roce 1677 dosáhl hodnosti poručíka, v roce 1682 byl majorem. V armádě maršála Luxembourga zastával hodnost maréchal de camps de logis, tedy náčelníka štábu. Během devítileté války bojoval pod velením dauphina Ludvíka v Německu a zúčastnil se obléhání Philippsburgu, kde byl zraněn. V roce 1696 byl povýšen do hodnosti brigádního generála a byl přidělen ke dvoru vévody burgundského. Kromě vojenské strategie proslul jako organizátor zásobování proviantem a zajišťoval komunikace pro pochody armády. Získal si důvěru Ludvíka XIV. a byl jeho častým konzultantem ve vojenských otázkách.

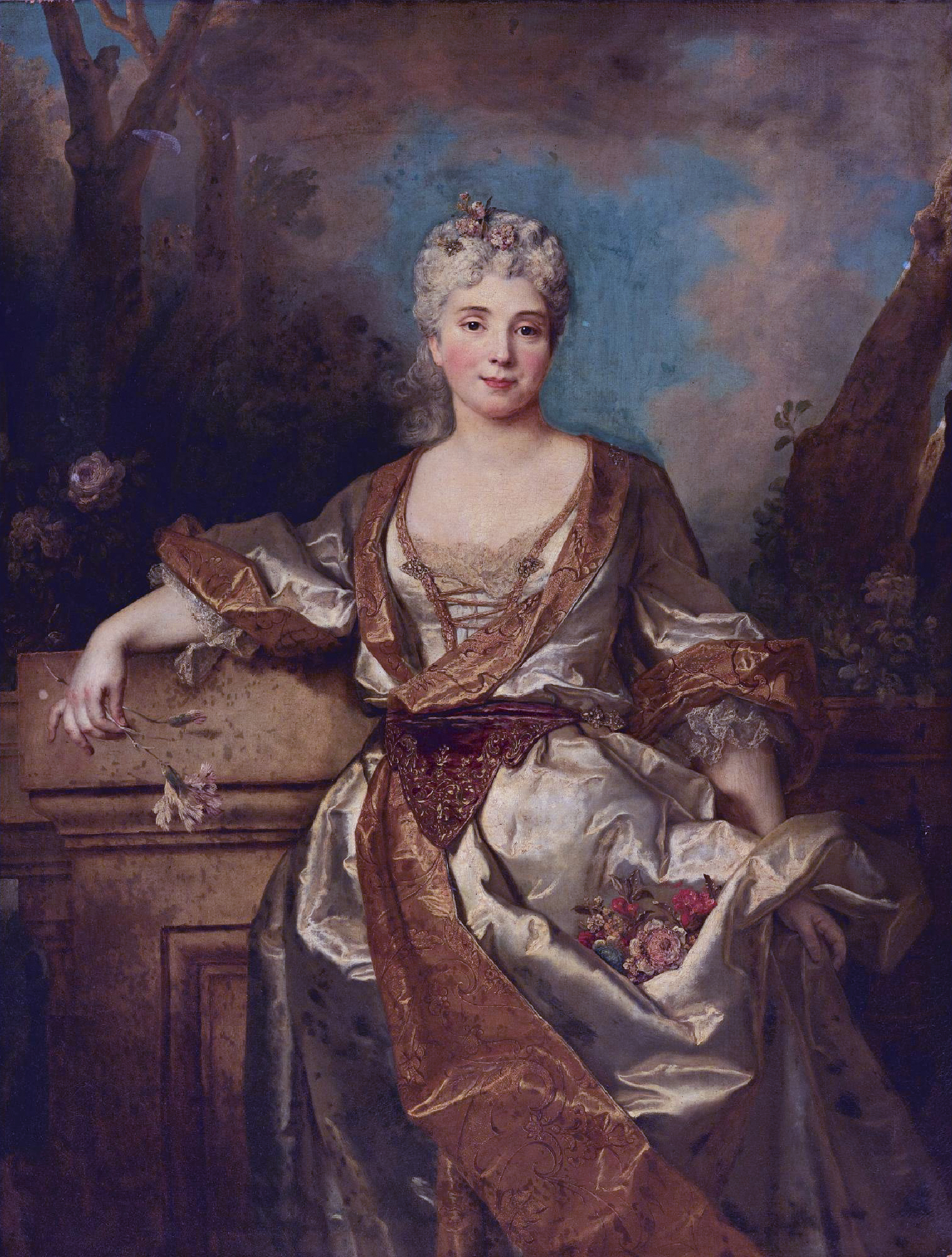
Manželka Jeanne Henriette, markýza de Puységur, rozená de Fourcy (1692–1737), (1726, Nicolas de Largillière)

Na počátku války o španělské dědictví byl vyslán do Flander, kde zajišťoval zásobování obilím pro armádu maršála Boufflerse. V roce 1702 dosáhl hodnosti maréchal de camp (generálmajor), v roce 1704 byl převelen do Španělska, kde měl pomáhat organizovat armádu nového španělského krále Filipa V. V roce 1704 byl povýšen do hodnosti generálporučíka a s vévodou burgundským se zúčastnil prohrané bitvy u Oudenaarde (1708). V této bitvě se jako patron vévody burgundského dostal do kompetenčního sporu s vrchním velitelem vévodou z Vendôme. Pod velením maršála Villarse se pak zúčastnil nerozhodné bitvy u Malplaquet (1709) a později vítězné bitvy u Denainu (1712), která Francii výhodnější podmínky pro mírová jednání v závěru války o španělské dědictví.
Po smrti Ludvíka XIV. byl v době regentské vlády Filipa Orléanského členem vojenské rady (1715–1718), po jejím rozpuštění později zůstal v nižší funkci na ministerstvu války. Působil také jako pedagog a mladého Ludvíka XV. učil vojenskou strategii. Za války o polské dědictví se s vévodou Berwickem zúčastnil tažení na Rýně a v roce 1734 obdržel vrchní velení ve Flandrech. V roce 1734 získal nejvyšší hodnost maršála Francie a v roce 1739 obdržel Řád sv. Ducha. Ve formě poznámek a vzpomínek po sobě zanechal bohatý písemný materiál, který uspořádal a tiskem vydal jeho syn.
Byl dvakrát ženatý, potomstvo měl z druhého manželství s Jeanne Henriette, rozenou de Fourcy de Chessy (1692–1737). Kromě tří dcer se z tohoto manželství narodil syn François Jacques de Chastenet de Puységur (1716–1782), který také sloužil v armádě a za sedmileté války dosáhl hodnosti generálporučíka.